# John Cotton Dana
John Cotton Dana, né le 19 août 1856 à Woodstock – mort le 21 juillet 1929 à Newark, est un bibliothécaire et directeur de musée américain, fondateur du Newark Museum en 1909. Il a été le président de l’American Library Association.

## Œuvres
- A Library Primer, 1896.
- The New Museum, John Cotton Dana. ElmTree Press, Woodstock, Vermont, 1917.
- The Gloom of the Museum, John Cotton Dana, ElmTree Press, Woodstock, Vermont, 1917.
- Installation of a Speaker, John Cotton Dana, ElmTree Press, Woodstock, Vermont, 1918.
- A Plan for a New Museum John Cotton Dana, ElmTree Press, Woodstock, Vermont, 1920.
- American Art: How it can be made to Flourish John Cotton Dana, ElmTree Press, Woodstock, Vermont, 1929.
- "The Museum as an Art Patron" John Cotton Dana. Creative Art, March 1929.
- "Art is all in Your Eye" John Cotton Dana. The Museum, January 1927.
- "In a Changing World Should Museums Change?" John Cotton Dana. The Museum, September 1926.
- Dana, John Cotton et Henry W. Kent (éds.), Literature of Libraries in the Seventeenth and Eighteenth Centuries. Chicago: A. C. McClure, 1906–07, réédité Metuchen: The Scarecrow Reprint Corporation, 1967.